# Бові (Меріленд)
Бові (англ. Bowie) — місто (англ. city) в США, в окрузі Графство принца Георга штату Меріленд. Населення — 58 329 осіб (2020).

## Географія
Бові розташоване за координатами 38°57′25″ пн. ш. 76°44′28″ зх. д. / 38.95694° пн. ш. 76.74111° зх. д. (38.957072, -76.741124).  За даними Бюро перепису населення США в 2010 році місто мало площу 47,93 км², з яких 47,72 км² — суходіл та 0,21 км² — водойми.

## Демографія
Згідно з переписом 2010 року, у місті мешкало 54 727 осіб у 19 950 домогосподарствах у складі 14 264 родин. Густота населення становила 1142 особи/км².  Було 20687 помешкань (432/км²).
Расовий склад населення:
| - 48,7 % — чорних або афроамериканців - 41,4 % — білих - 4,1 % — азіатів - 0,3 % — корінних американців - 0,1 % — вихідців з тихоокеанських островів - 1,9 % — осіб інших рас |

До двох чи більше рас належало 3,6 %. Частка іспаномовних становила 5,6 % від усіх жителів.
За віковим діапазоном населення розподілялося таким чином: 24,5 % — особи молодші 18 років, 63,9 % — особи у віці 18—64 років, 11,6 % — особи у віці 65 років та старші. Медіана віку мешканця становила 40,1 року. На 100 осіб жіночої статі у місті припадало 88,5 чоловіків;  на 100 жінок у віці від 18 років та старших — 83,8 чоловіків також старших 18 років.
Середній дохід на одне домашнє господарство  становив 118 908 доларів США (медіана — 105 959), а середній дохід на одну сім'ю — 135 417 доларів (медіана — 120 240). Медіана доходів становила 70 196 доларів для чоловіків та 65 424 долари для жінок. За межею бідності перебувало 3,4 % осіб, у тому числі 3,1 % дітей у віці до 18 років та 3,3 % осіб у віці 65 років та старших.
Цивільне працевлаштоване населення становило 30 671 осіб. Основні галузі зайнятості: освіта, охорона здоров'я та соціальна допомога — 24,7 %, публічна адміністрація — 17,5 %, науковці, спеціалісти, менеджери — 16,6 %.